# Duy Tân
Duy Tân (19. září 1900 – 26. prosince 1945; narozen jako Nguyễn Phúc Vĩnh San), byl vietnamský císař (1907–1916) z dynastie Nguyễn, jehož jméno se stalo symbolem protikolonialistického hnutí „Modernizace“. Zemřel tragicky při letecké havárii v Africe.